# Gloire du Midi
Pour les articles homonymes, voir Gloire et Midi.
'Gloire du Midi' est un cultivar de rosier obtenu avant 1932 par l'obtenteur néerlandais Gerrit De Ruiter (1892-1965), grand spécialiste des polyanthas à Hazerswoude.

## Description
Ce petit rosier polyantha présente un petit buisson érigé, compact, au feuillage très dense, pouvant s'élever à 45 ou 50 cm pour autant de largeur. Ses petites fleurs sont d'un rouge écarlate aux reflets orangés, s'ouvrant sur de belles étamines dorées. Elles fleurissent en bouquets et sont légèrement parfumées. La floraison est remontante.
Ce rosier est très rustique; il résiste à des températures de l'ordre de -20°. Il a besoin d'une situation ensoleillée. Il est parfait pour éclairer le devant des mixed-borders et se plaît en pot, surtout sous le climat méditerranéen. Son succès ne se dément pas depuis son apparition dans les catalogues internationaux.

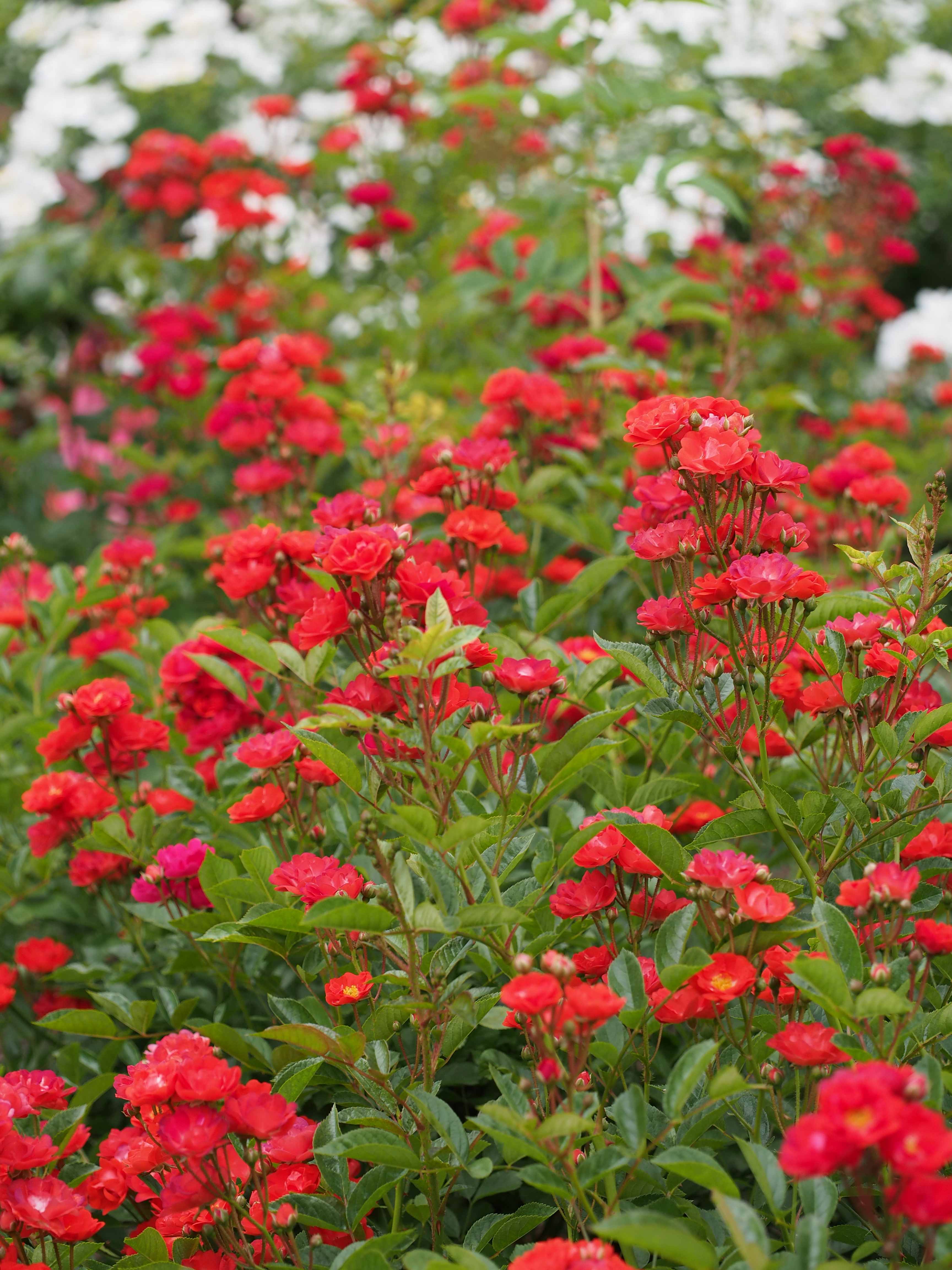
Buisson de 'Gloire de Midi' au Japon.